# Waiheke (otok)
Otok Waiheke (maorsko: [ˈwaihɛkɛ]) je drugi največji otok (za otokom Great Barrier) v zalivu Hauraki / Tīkapa Moana na Novi Zelandiji. Njegov trajektni terminal v zalivu Matiatia na zahodnem koncu je 21,5 km oddaljen od osrednjega mestnega terminala v Aucklandu.
Je najbolj poseljen otok v zalivu, z 9420 stalnimi prebivalci. Drugih približno 3400 jih ima druge domove ali počitniške domove na otoku. Je najgosteje poseljen otok Nove Zelandije in tretji najbolj poseljen za Severnim in Južnim otokom. Je najbolj dostopen otok v zalivu, z rednimi potniškimi in trajektnimi linijami, helikopterskim operaterjem na otoku in drugimi zračnimi povezavami.
Novembra 2015 je Lonely Planet otok Waiheke ocenil kot peto najboljšo regijo na svetu za obisk v letu 2016.

## Geografija
Otok je ob obali Severnega otoka. Dolga je 19,3 km od zahoda proti vzhodu, variira v širino od 0,64 do 9,65 km in ima površino 92 km². Obala je dolga 133,5 km, vključno s 40 km plaž. Pristanišče Matiatia na zahodnem koncu je 17,7 km od Aucklanda, vzhodni konec pa je 21,4 km od Coromandela. Veliko manjši otok Tarahiki leži 3 km vzhodno.
Otok je zelo hribovit z nekaj ravninami, najvišja točka je Maunganui na 231 m. Podnebje je nekoliko toplejše kot v Aucklandu, z manj vlage in dežja ter več sončnih ur.
Pred približno 17.000 leti v času zadnjega ledeniškega maksimuma, ko je bila gladina morja več kot 100 metrov nižja od današnje ravni, je bil otok Waiheke povezan s Severnim otokom, obdan z veliko obalno ravnino, kjer danes obstaja zaliv Hauraki / Tīkapa Moana. Gladina morja se je začela dvigovati pred 7000 leti, potem pa je Waiheke postal otok, ločen od preostale Nove Zelandije.
Velik del vzhodnega otoka Waiheke so ostanki miocenskega vulkana iz skupine Kiwitahi, ki je izbruhnil pred približno 15 milijoni let. Obstajajo lokacije, ki so zanimive za geologe: izdanki argilita v Ōmihi in kopica roženca na koncu točke Pohutukawa, ki velja za »eno najboljših izpostavljenosti nagubanega roženca v mestu Auckland«.

### Podnebje
Waiheke, tako kot Auckland, doživlja subtropsko podnebje po klasifikaciji podnebja Trewartha in oceansko podnebje po klasifikaciji podnebja Köppen. Regija leži na 13° zemljepisne širine južno od Kozorogovega tropskega pasu, zato bodo tropske rastline, ki so zaščitene za zimske mesece, cvetele in plodile poleti, zelenjava v hladnem podnebju, posajena jeseni, pa bo dozorela zgodaj spomladi. Poletja so po navadi topla in vlažna, medtem ko so zime razmeroma mile, zmrzal pa je redek dogodek na Waihekeju.
Padavin je običajno veliko, čeprav se lahko v poletnih mesecih pojavijo sušna obdobja, ki so lahko problematična za mnoge prebivalce otoka, velika večina se jih za pitje in gospodinjstvo zanaša na zbiranje deževnice s streh stanovanj. V takih sušnih obdobjih (običajno 3–4 mesece med decembrom in marcem) je mogoče videti otoške tovornjake za dostavo vode, ki polnijo stanovanjske rezervoarje za vodo, ki so se izpraznili.
Domačini pogosto anekdotično pravijo, da ima Waiheke drugačno mikroklimo kot Aucklandska ožina.

## Zgodovina
Otoki v zalivu Hauraki so bili poseljeni že od arhaičnega obdobja maorske zgodovine in so jih obiskali številni selitveni kanuji, kot so Aotea, Tākitimu in Mātaatua. Samo največji otoki, kot sta Aotea / Great Barrier Island in Waiheke, so ohranili stalne naselbine. Gozdovi na zahodni strani otoka Waiheke so bili verjetno močno poškodovani v izbruhih otoka Rangitoto v 14. stoletju. V 18. in zgodnjem 19. stoletju je bila vzhodna stran Waihekeja pogozdena s starodavnimi drevesi kauri ([Agathis), medtem ko so grmi kānuka (Kunzea ericoides) in mānuka (Leptospermum scoparium) prevladovali nad vegetacijo na zahodni strani, kar kaže na razmeroma nedavno regeneracijo. Prvotno maorsko ime za Waiheke je bilo očitno Te Motu-arai-roa, 'dolg otok v zavetju', toda v času, ko so prišli prvi evropski obiskovalci, je bil znan kot Motu-Wai-Heke, 'otok curljajoče vode' — upodobljeno kot Motu Wy Hake s strani Jamesa Downieja, poveljnika skladiščne ladje HMS Coromandel, v svoji karti iz leta 1820 ožine Tamaki in obale Coromandel.
Otok Waiheke so skozi zgodovino poseljevala različna plemena, zlasti skupna plemena Marutūāhu Ngāti Maru in Ngāti Pāoa. Otok Waiheke je bil kraj mnogih bitk med Ngāti Pāoa in Ngāpuhi iz Bay of Islands, vse do poznega 18. stoletja. V 1790-ih so bile ladje za lov na tjulnje in kite popravljene predvsem na otoku Waiheke.
Otok je bil med mušketnimi vojnami za kratek čas izpraznjen, ko so Ngāti Pāoa in drugi Tāmaki Māori iskali zatočišče na območjih, kot je Waikato. Ko se je Ngāti Pāoa vrnil v Tāmaki Makaurau (Auckland), so se primarno naselili na Waiheke. Po vojnah je bila skupnost Ngāti Pāoa v Waihekeju večinoma v zalivu Pūtiki.
Leta 1836 je Thomas Maxwell ustanovil ladjedelnico v zalivu Man o'War Bay v vzhodnem Waihekeju, pri čemer je uporabljal lokalni les za gradnjo in popravilo ladij. Ngāti Pāoa so se hitro vključili v nastajajoče industrije in pomagali pri dobavi lesa in hrane za evropske ladje. Ngāti Pāoa so ustanovili nasade pšenice in zelenjave v vzhodnih zalivih otoka. Ladjedelniška industrija je ostala na otoku do leta 1860, potem pa so vzhodni kmetijski nasadi hitro postali neuporabni. Ngāti Pāoa pri Te Huruhiju so do začetka 20. stoletja še naprej dobavljali pridelke v Auckland. Večino lesa za kurjavo in gradbenega lesa, dobavljenega rastočemu mestu Auckland, so priskrbeli gozdovi otoka Waiheke, medtem ko so skodle in pesek iz zaliva Owhanake in Hooks Bay uporabljali za proizvodnjo betona vse do leta 1920. Na otoku so bili med letoma 1872 in 1900 tudi rudniki mangana (za kratek čas so bili prvič ustanovljeni v 1840-ih).
Med letoma 1836 in 1840 so na Waihekeju potekali veliki nakupi zasebnih zemljišč, ki so jim sledili veliki nakupi zemlje v 1850-ih. Do leta 1850 je bilo edino ozemlje Ngāti Pāoa, ki je ostalo na otoku, 2100 arov velik del v Te Huruhi (blizu sodobnega predmestja Blackpoola). S postopkom individualizacije naslova zemljišča je maorsko deželno sodišče blok Te Huruhi razdelilo med 65 posameznikov in do leta 1914 je bil večina bloka prodan zasebnim interesom. Do konca 19. stoletja je bil otok vse bolj izkrčen, zemlja pa se je vse bolj uporabljala za pašnike za govedo.
V poznih 1800-ih ali zgodnjih 1900-ih je bil otok v lasti človeka po imenu Frank Bell, zaradi česar je bil otok prej znan kot Bell's Island.
Ko so ladjarske družbe v 1880-ih začele ponujati občasne izlete na otok, se je Waiheke pojavil kot obmorsko letovišče. Dnevni izleti v Waiheke in Motutapu s parniki so postali običajni rekreacijski izleti, v jugovzhodnih zalivih otoka pa so začeli cveteti penzioni. Leta 1915 so Aucklandčanom ponudili možnost, da kupijo cenovno ugodno zemljišče v Ostendu, prvi pododdelki Waihekeja. Poimenovanje teh novih pododdelkov razkriva osrednjo vlogo življenja na plaži za identiteto otoka. Zmagovalec natečaja za poimenovanje predela Surfdale je prejel parcelo blizu plaže. Del zemlje je bilo mogoče kupiti za majhen polog poleg stroška 8 penijev na dan in je bil promoviran kot dobra naložba, vendar je bila za življenje na otoku potrebna stopnja samooskrbe, saj je elektrika prišla šele leta 1954. Te ponudbe zemljišč niso bile odprte za Māore. Ostendeju in Surfdaleu so se v dvajsetih letih 20. stoletja pridružili dodatni oddelki v Palm Beachu, Rocky Bayu in Oneroi.
Med drugo svetovno vojno so bila v Stony Batterju na vzhodnem robu zgrajena tri strelišča za zaščito zavezniškega ladijskega prometa v pristanišču Waitematā v strahu, da bi japonske ladje lahko dosegle Novo Zelandijo. To je odražalo razvoj na North Headu in otoku Rangitoto. Topovi niso nikoli streljali. Opuščena mesta je mogoče obiskati sedem dni v tednu. Obsežni rovi pod njimi so prav tako postali turistična atrakcija.
Leta 1999 je odbor skupnosti Waiheke izglasoval Waiheke kot »območje brez genskega inženiringa«, vendar je to stvar načela in ne dejstva, saj obstaja le nacionalni vladni nadzor nad gensko spremenjeno hrano in žiti.

## Prebivalstvo
Waiheke ima stalnih prebivalcev 9420 (junij 2023), pri čemer jih večina živi blizu zahodnega konca ali blizu ožine med zalivom Huruhi in Oneroa, ki je v najožjem delu širok le 600 metrov. Naselji Oneroa in Blackpool sta najbolj zahodno, sledijo ji Palm Beach, Surfdale in Ostend. Bolj vzhodno leži Onetangi, na severni obali širokega zaliva Onetangi. Južno od tega na nasprotni obali je regionalni park Whakanewha, Whakanewha in Ōmiha (imenovan tudi 'Rocky Bay'). Velik del vzhodne polovice otoka predstavljajo kmetijska zemljišča in vinogradi v zasebni lasti.
Waiheke je priljubljeno počitniško mesto in med glavno poletno sezono, zlasti okoli božiča in velike noči, se njegovo prebivalstvo znatno poveča zaradi števila oddanih počitniških hiš, poslovnih dogodkov in plesnih zabav v vinogradih in restavracijah, festivala vina in Jazz festival in vikend izletniki iz vse države in sveta. Prebivalstvo se znatno poveča, skoraj vsi domovi in počitniške hiše so polni in vlada praznično vzdušje.

### Odnosi Māori–Pākehā
Odnosi med Māori in Pākehā so po novozelandskih standardih podporni. Lokalni marae je na maorskem zemljišču prednikov, ki je bilo obljubljeno, da bo izločeno kot zemljišče maorskega rezervata in vrnjeno Ngāti Pāoa, vendar je ostalo v lasti okrožnega sveta Waiheke. Prebivalci otoka, Pākehā in Māori, so se zbrali, se dogovorili za dolgoročni najem zemljišča v občinski lasti in zgradili marae. Eno najzgodnejših maorskih zemljiških zahtev so izrekli državljani Waiheke, ki takrat niso vedeli, kdo so tangata whenua Māori za otok.

## Vino
Waiheke je postal znan kot novozelandski »otok vina«, kjer živi predana skupina vinogradnikov, ki so uspešno uskladili morsko podnebje in starodavne strukture tal z izborom klasičnih sort grozdja za pridelavo rdečih in belih vin z izrazitim sortnim značajem. Podnebje je primerno za pridelavo grozdja sorte Bordeaux, čeprav tudi nekatere sorte chardonnay in sauvignon blanc veljajo za dobre. Vinogradniki Waiheke redno dobivajo nagrade za Syrah (Syrah Kennedy Point 2007 je leta 2009 osvojil najboljši Syrah na svetu), kar dokazuje, da otoški terroir dobro ustreza sorti. Vina, pridelana na otoku Waiheke, so razmeroma draga zaradi omejene velikosti številnih otoških vinogradov.